# Свјерадов-Здрој
Свјерадов-Здрој (пољ. Świeradów-Zdrój) град је у Пољској у Војводству доњошлеском. По подацима из 2012. године број становника у месту је био 4403.

## Становништво
| 2012. |
| ----- |
| 4.403 |